# Annona cuspidata
Annona cuspidata là loài thực vật có hoa thuộc họ Na. Loài này được (Mart.) H.Rainer mô tả khoa học đầu tiên năm 2007.